# Elizabeth Harmon
Pour les articles homonymes, voir Harmon.
Elizabeth Harmon est une gardienne internationale de rink hockey de l’équipe des États-Unis.

## Palmarès
En 2016, elle participe au championnat du monde dont elle est la joueuse la plus âgée avec 51 ans. 
En 2017, elle joue de nouveau en équipe nationale. 

## Annexe